# Robinson Crusoë-economie
Een Robinson Crusoë-economie, Crusoë-economie of robinsonade is een economie die bestaat uit een enkele actor, die zowel producent als consument is, en twee goederen. De robinsonade is het eenvoudigste economische systeem en wordt daarom in de micro-economie wel gebruikt om bepaalde basisprincipes uiteen te zetten. De naam is afkomstig van de hoofdpersoon uit Robinson Crusoë (1717) die als enige is gestrand op een eiland tot hij gezelschap krijgt van Vrijdag. Al in de klassieke economie werd Crusoë als voorbeeld van de homo oeconomicus gebruikt.
Bastiat (1801-1850) maakte gebruik van gedachte-experimenten waarin Crusoë en Vrijdag voorkomen om economische basisprincipes te verduidelijken. Crusoë en Vrijdag komen onder meer voor in het tweede boek van Sophismes Économiques (1847) waarin hij hen gebruikt om de voordelen van vrijhandel duidelijk te maken en te wijzen op de nadelen van het protectionisme.
Crusoë heeft beperkte tijd en middelen om zijn behoeften te bevredigen en zal daarbij keuzes moeten maken. De arbeid die hij kan leveren, kan hij inzetten voor consumptiegoederen zoals bij het vangen van vis. In plaats van te vissen, kan hij zijn arbeid echter ook aanwenden om kapitaalgoederen te maken als een net waarmee hij daarna in staat is meer vissen te vangen dan met de hand en zo zijn welvaart te vergroten. Dit betekent echter wel dat hij tijdelijk genoegen moet nemen met minder vis aangezien hij de tijd die hij besteedt aan het net niet kan besteden aan het vissen. Om te voorkomen dat hij daardoor langere tijd zonder vis moet doorkomen, kan hij in de periode voordat hij met het net begint een voorraad vis aanleggen. Door zich gedurende die periode tijdelijk wat te ontzeggen kan hij sparen en daarmee zijn welvaart in de toekomst laten stijgen. Zodra Vrijdag op het eiland verschijnt, worden de voordelen van arbeidsdeling duidelijk en de aard van comparatief voordeel in de handel.
In moderne versies wordt veelal uitgegaan van maximalisatie van het nut, een maat voor relatieve tevredenheid. Verschillende nutsfuncties kunnen hierbij met elkaar worden vergeleken, zoals de productiefunctie en de indifferentiecurve.

## Kritiek
Karl Marx persifleerde de robinsonade in het kader van zijn analyse van het warenfetisjisme; Marx' Robinson Crusoë, "die bij zijn schipbreuk horloge, grootboek, inkt en pen heeft weten te redden, begint als echte Engelsman al spoedig over zichzelf te boekhouden."
Karl Kautsky, de marxistische theoreticus van de Tweede Internationale schreef over het "Robinson-verhaal" dat dit verhaal "het dubbel voordeel (heeft), dat men om het te verzinnen niets behoeft te weten en dat men het steeds zoo kan inrichten, dat het precies zegt wat men er mee bewijzen wil."
Buiten de kring van de neoklassieke economen is kritiek op de robinsonade nog steeds te horen. Juist uitwisseling tussen meerdere personen is veelal van belang bij economische vraagstukken, wat onder meer transactiekosten met zich meebrengt, iets wat wordt uitgesloten in een Crusoë-economie.